# Emoia ponapea
Espèce
Statut de conservation UICN

 EN B1ab(iii)+2ab(iii) : En danger
Emoia ponapea est une espèce de sauriens de la famille des Scincidae.

## Distribution
Cette espèce est endémique de l'île de Pohnpei à Pohnpei, un des quatre États fédérés de Micronésie, dans les îles Carolines.

## Étymologie
Son nom d'espèce lui a été donné en référence au lieu de sa découverte : ponape étant l'ancien nom de l'île de Pohnpei.

## Publication originale
- Kiester, 1982 : A new forest skink from Ponape. Breviora, no 468, p. 1-10 (texte intégral).